# Liste der Ständigen Vertreter Brasiliens bei der Welthandelsorganisation
Die Liste der Ständigen Vertreter Brasiliens bei der Welthandelsorganisation umfasst die Ständigen Vertreter Brasiliens bei der Welthandelsorganisation in Genf.

## Geschichte
Brasilien ist seit 1947 Mitglied des Allgemeinen Zoll- und Handelsabkommens. Als dieses in Folge der Uruguay-Runde aufgrund des Marrakesch-Abkommens in der neugegründeten Welthandelsorganisation aufging, wurde Brasilien mit dem 1. Januar 1995 Gründungsmitglied der WTO. Seit diesem Tag schickt Brasilien einen Ständigen Vertreter nach Genf.

## Liste
| Ständiger Vertreter          | Amtszeit  | Brasilianischer Präsident | Generaldirektor der WTO |
| ---------------------------- | --------- | ------------------------- | ----------------------- |
| Celso Lafer                  | 1995–1998 | Fernando Henrique Cardoso | Peter Sutherland        |
| Celso Lafer                  | 1995–1998 | Fernando Henrique Cardoso | Renato Ruggiero         |
| Celso Amorim                 | 1998–2003 | Fernando Henrique Cardoso |                         |
| Celso Amorim                 | 1998–2003 | Luiz Inácio Lula da Silva | Mike Moore              |
| Celso Amorim                 | 1998–2003 | Luiz Inácio Lula da Silva | Supachai Panitchpakdi   |
| Luiz Felipe de Seixas Corrêa | 2003–2005 | Luiz Inácio Lula da Silva |                         |
| Luiz Felipe de Seixas Corrêa | 2003–2005 | Luiz Inácio Lula da Silva | Pascal Lamy             |
| Clodoaldo Hugueney Filho     | 2005–2008 | Luiz Inácio Lula da Silva |                         |
| Roberto Azevêdo              | 2008–2013 | Luiz Inácio Lula da Silva |                         |
| Roberto Azevêdo              | 2008–2013 | Dilma Rousseff            |                         |
| Marcos Galvão                | 2013–2018 | Roberto Azevêdo           |                         |
| Marcos Galvão                | 2013–2018 | Roberto Azevêdo           | Michel Temer            |
| Alexandre Parola             | 2018–2023 | Roberto Azevêdo           | Jair Bolsonaro          |
| Alexandre Parola             | 2018–2023 | Ngozi Okonjo-Iweala       | Jair Bolsonaro          |
| Guilherme de Aguiar Patriota | 2023–     | Luiz Inácio Lula da Silva |                         |